# Reserva d'Ankarana

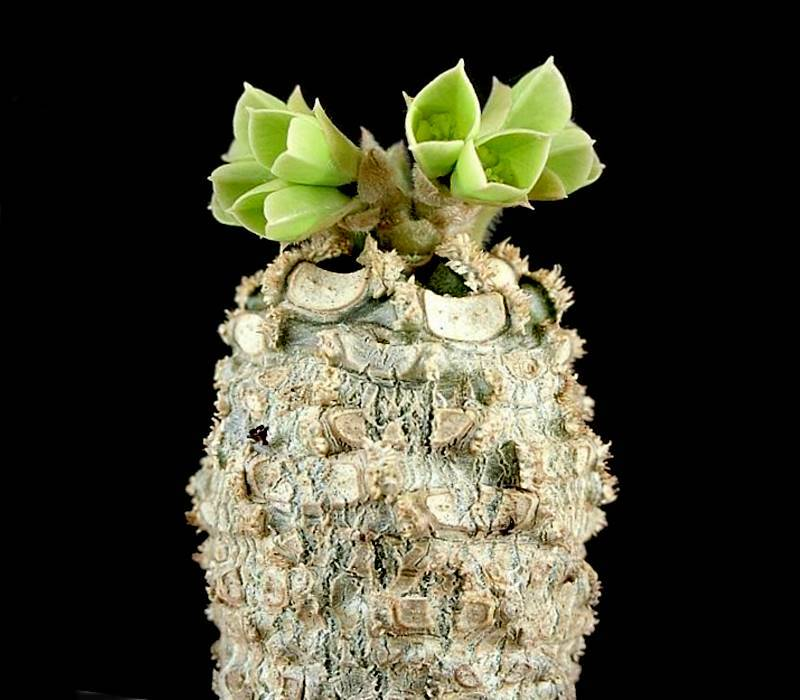
Euphorbia ankarensis

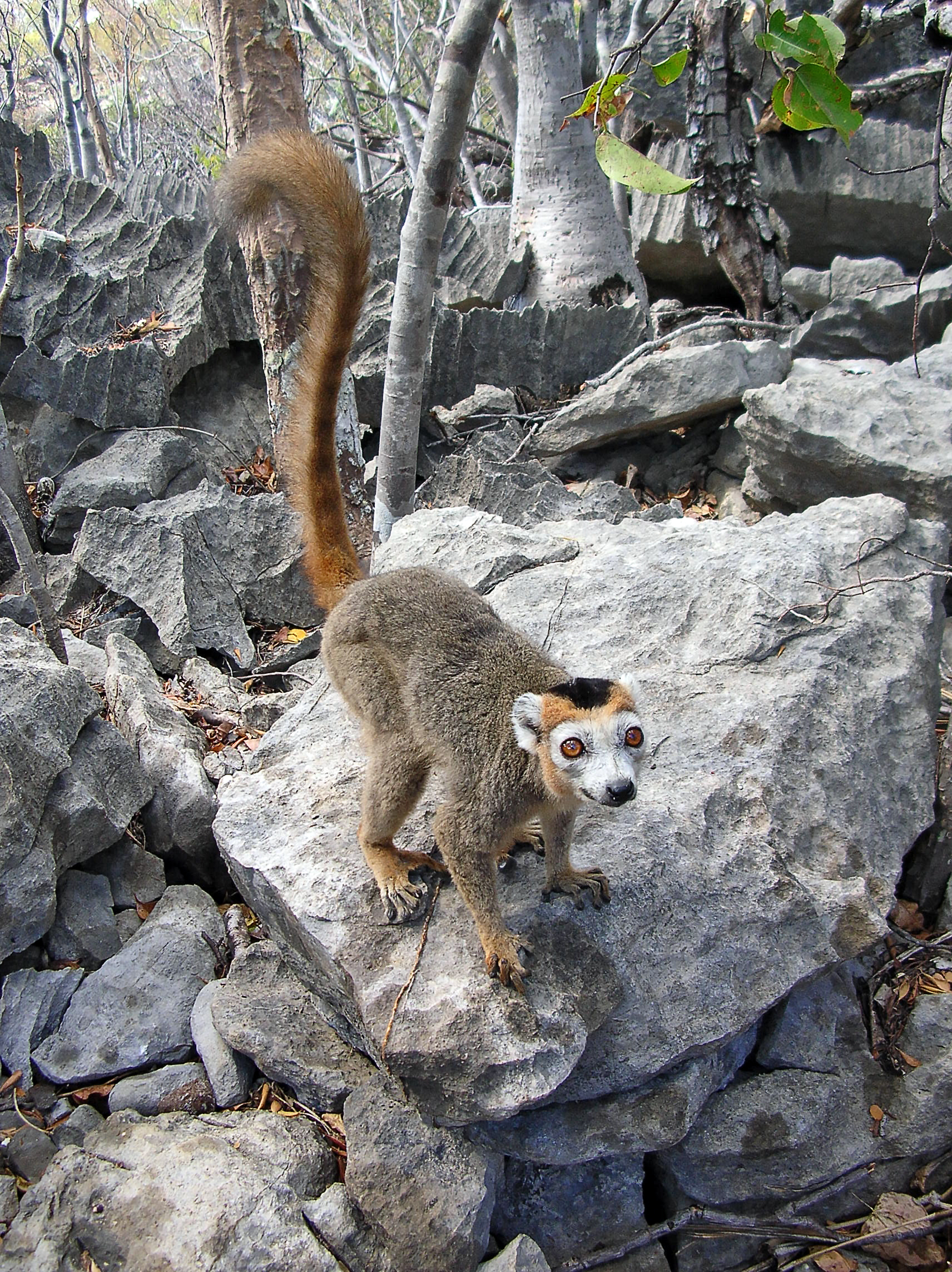
Eulemur coronatus

La Reserva especial d'Ankarana és un espai natural protegit creat l'any 1956 i situat a l'extrem nord de Madagascar.

## Territori
Aquesta reserva té una superfície d'uns 18.000 hectàrees (182 km²). Es troba a 30 km al nord d'Ambilobe i a 150 km al sud d'Antsiranana. Es caracteritza per la presència del massís d'Ankarana, que és un complex de pinacles rocosos de pedra calcària del Juràssic, coneguts com a Tsingy, que estan en una zona del karst i sotmesos a una pluviometria anual de 2.000 litres i per això s'ha format un conjunt de coves.

## Flora i fauna
A aquesta reserva hi ha plantes endèmiques que inclouen: Pachypodium baronii, Euphorbia ankarensis, Adansonia perrieri, Hernandia voyroni i Hildegardia erythrosiphon.
A la fauna de la reserva hi ha 11 espècies diferents de lèmurs que inclouen: Microcebus sambiranensis i Microcebus tavaratra, que són endèmics d'aquesta reserva, i Eulemur sanfordi, Eulemur coronatus, Hapalemur griseus, Microcebus murinus, Cheirogaleus medius, Phaner furcifer, Avahi laniger, Lepilemur septentrionalis i Daubentonia madagascariensis.
Hi ha altres animals mamífers presents són:Cryptoprocta ferox, Galidia elegans, Potamochoerus larvatus, Tenrec ecaudatus, Setifer setosus Eliurus antsingy. Numerosas espècies de ratpenats viuen a les coves, com són Pteropus rufus, Myotis goudoti, Hipposideros commersoni, Mormopterus jugularis Otomops madagascariensis i Triaenops menamena.

Hi viuen 90 espècies diferents d'ocells incloent espècies endèmiques com Mesitornis variegata, Haliaeetus vociferoides, Accipiter madagascariensis, Falco newtoni, Falco zoniventris.

i entre els amfibis: Amphiglossus stumpffi, Mantidactylus curtus, Mantidactylus pseudoasper i Tsingymantis antitra.